# スプリアス
スプリアス（英: spurious）は、主として高調波から成る、交流信号に含まれる設計上意図されない周波数成分のことである。

## 無線におけるスプリアス
送信機から発射される電波のうち、高調波、低調波、寄生振動などによって発生する目的外の電波のことをいう。
総務省令電波法施行規則第2条第1項第63号に「スプリアス発射」を「必要周波数帯外における一又は二以上の周波数の電波の発射であつて、そのレベルを情報の伝送に影響を与えないで低減することができるものをいい、高調波発射、低調波発射、寄生発射及び相互変調積を含み、帯域外発射を含まないもの」と定義している。 
関連する定義として、同条同項に
- 第63号の2 「帯域外発射」とは、「必要周波数帯に近接する周波数の電波の発射で情報の伝送のための変調の過程において生ずるもの」
- 第63号の3 「不要発射」とは、「スプリアス発射及び帯域外発射」

がある。
促音の表記は原文ママ
不要発射は、TVI、BCI、アンプIなどの電波障害の原因となるため、無線設備規則第7条にその許容値が定められている。
スプリアスの計測にはスペクトラムアナライザなどが使用される。

### 旧技術基準の機器の使用
無線設備規則のスプリアス発射等の強度の許容値に関する技術基準の改正

により、旧技術基準の無線設備の使用は「平成34年11月30日」

まで、旧技術基準の無線設備による免許・登録や変更の申請が可能な期間は「平成24年11月30日」

までとされた。
対象となるのは、
- 「平成17年11月30日」[5]までに製造された機器、無線機器型式検定規則による検定に合格した「検定機器」または特定無線設備の技術基準適合証明等に関する規則により認証された適合表示無線設備
- 経過措置として、旧技術基準により「平成19年11月30日」までに製造された機器[6]（一部例外あり）、検定に合格した検定機器[7]または認証された適合表示無線設備[8]

である。
2017年（平成29年）12月1日以降は再免許・再登録しかできない。
- 宇宙局の無線設備は設置し続ける限り再免許可能[9]とされるので、人工衛星局、衛星基幹放送局、衛星基幹放送試験局は新たに使用期限が設定されても設置し続ける限り再免許可能
- 検定機器は設置が継続される限り検定合格の効力は有効[10]とされるので、設置し続ける限り再免許可能

更にコロナ禍により、一部を除き、使用期限を「当分の間」延期することとなった。
2021年（令和3年）8月3日以降、新たな使用期限が設定されるまでの旧技術基準の無線設備を用いた既設局の免許・登録及び使用は次の通り

- 再免許・再登録は可能
  - 「令和4年12月1日以降は、新たな使用期限が設定されるまで他の無線局の運用に妨害を与えない場合に限り使用可能」[14]とされる。
  - 「平成29年12月1日」以降の免許状・登録状にあった「免許・登録の有効期限（新技術基準の無線設備と混在する場合は旧技術基準の無線設備の使用期限）は令和4年11月30日まで」の条件は「令和4年12月1日以降、他の無線局の運用に妨害を与えない場合に限り使用することができる」との条件が付されているとみなされる。[15]
  - 上記の人工衛星に搭載された無線局の無線設備及び検定機器の使用が継続できることはかわらない、

免許不要局の市民ラジオと小電力無線局）は適合表示無線設備によるので、これらも同様に使用期限が「当分の間」延長される。なお、一部には規制の適用が除外されるものがある。

## 発振回路におけるスプリアス
水晶振動子やセラミック発振子には、主振動以外に高調波振動や別の振動モードに起因するスプリアスが存在し、これによって意図しない周波数で発振が起こることがある。これをスプリアス発振と呼ぶ。意図的に整数倍の周波数の共振点で発振させる場合はオーバートーン発振と言い、おおむね20MHz以上の水晶発振子はオーバートーン発振で意図した周波数を得るよう設計されている。